# Wamba (Kenya)
Wamba è un villaggio del Kenya situato nella contea di Samburu, nella Rift Valley. Si trova a sud del Mathews Range e a nord est della Riserva nazionale Samburu. La strada A2 Isiolo-Moyale passa a circa 40 kilometri a est di Wamba.
La città di Wamba è una divisione amministrativa keniota, a sua volta divisa in 5 località, fra cui Wamba stessa.. L'area ha una popolazione di 4051 individui secondo un censimento del 1999.